# Asiablatta kyotensis
Asiablatta kyotensis es una especie de cucaracha del género Asiablatta, familia Ectobiidae, orden Blattodea.

## Distribución
Se distribuye por Asia: Japón.

## Taxonomía
Fue descrita por Asahina en 1976 y publicada en Asahina. 1976. Taxonomic notes on Japanese Blattaria. VII. A new Parcoblatta species found in Kyoto. Japanese Journal of Sanitary Zoology 27(2):115-120.